# 미녀 공심이
《미녀 공심이》는 2016년 5월 14일부터 2016년 7월 17일까지 방영된 SBS 주말 특별기획 드라마이며 당초 백진희가 여주인공 물망에 올랐으나 고사했고 이 과정에서 제목도 <야수의 미녀>에서 <미녀 공심이>로 변경됐다.
한편, SBS 자회사인 더 스토리웍스의 첫 외주제작 드라마였는데 당초 돌아와요 아저씨 후속 수목 미니시리즈로 기획됐지만 갑작스럽게 주말 특별기획 드라마로 바뀌었으며 하석진 이다희가 석준수(온주완 분), 공미(서효림 분) 물망에 올랐으나 무산되기도 했다.

## 줄거리
‘외모와 능력 모든 걸 갖춘 언니’와 ‘마음 하나는 예쁜 동생’, 그리고 그 두 자매 앞에 나타난 ‘옥탑방 볼매남’과 ‘재벌가 댄디남’까지 실타래처럼 얽힌 네 청춘남녀의 좌충우돌 로맨스를 코믹하고 따뜻하게 그린 드라마다.

## 등장 인물

### 주요 인물
- 남궁민: 안단태 / 석준표(30세) 역 (아역 조연호) - 스타유통그룹 회장 비서, 전 인권 변호사
- 방민아: 공심(24세) 역 - 전 스타유통그룹 사장 비서
- 서효림: 공미(28세) 역 - 스타유통그룹 법무팀, 전 변호사, 공심의 언니
- 온주완: 석준수(28세) 역 - 스타유통그룹 상무

### 공심이네
- 오현경: 주재분(50세) 역 - 공자매의 어머니, 미스 강릉 출신
- 우현: 공혁(52세) 역 - 공자매의 아버지, 명문대 법대 졸업

### 스타유통그룹
- 정혜선: 남순천(78세) 역 - 스타유통그룹 회장, 석대황의 호적상 모친, 준표와 준수의 할머니
- 견미리: 염태희(53세) 역 - 석준수의 어머니, 석대황의 부인, 가수 출신
- 김일우: 석대황(55세) 역 - 스타유통그룹 사장, 준수의 아버지, 석주철 회장의 혼외자
- 김병옥: 염태철(56세) 역 - 스타유통그룹 전무, 염태희의 오빠, 석준수의 외삼촌
- 선우용여: 석대황의 친모 역

### 안단태의 주변 인물
- 방은희: 천지연 역 - 안단태의 이모
- 최홍일: 안수영 역 - 안단태의 아버지

### 그 외
- 신수호: 신구남 역. 공심의 초중고 동창
- 김병세: 로펌 대표 역
- 김동균: 주유소 사장 역
- 김기천: 경찰 역
- 권태원: 의원 역
- 주석태: 비서 역
- 고미영: 최 변호사 역
- 한서연: 공심을 뒷담화하는 스타유통그룹 여직원 역
- 안수빈
- 양승걸: 안수영의 친구 역
- 이채경: 준표 친모 역
- 이창: 오방휴먼라이프 다단계 회사 대표 역
- 김호창: 진수선배 역 - 공심의 선배,공심에게 다단계 회사를 소개시켜줌
- 박노식: 스타유통그룹 청소직원 역
- 조희봉: 횟집사장 역
- 진현광: 사진관 주인 아들 역
- 금보: 호중 역
- 서진욱: 의사 역
- 이수련: 공방강사 역
- 한가림: 은진 역 - 공심의 고등학교 동창
- 정수인: 비서 역
- 최나무: 공심이 입원한 병원 간호사 역
- 김유철
- 김지은

### 특별출연
- 이혜숙: 로펌 대표 부인 역

## 시청률
아래의 파란색 숫자는 '최저 시청률'이고, 빨간색 숫자는 '최고 시청률'입니다. 시청률조사회사와 지역별로 시청률에 차이가 있을 수 있습니다.
| 2016년      | 2016년      | 2016년         | 2016년       | 2016년         | 2016년       |
| 회차        | 방송일      | TNmS 시청률    | TNmS 시청률  | AGB 시청률     | AGB 시청률   |
| 회차        | 방송일      | 대한민국(전국) | 서울(수도권) | 대한민국(전국) | 서울(수도권) |
| ----------- | ----------- | -------------- | ------------ | -------------- | ------------ |
| 제1회       | 5월 14일    | 7.6%           | 9.4%         | 8.9%           | 10.4%        |
| 제2회       | 5월 15일    | 7.3%           | 8.9%         | 9.6%           | 10.9%        |
| 제3회       | 5월 21일    | 8.2%           | 9.2%         | 10.7%          | 12.0%        |
| 제4회       | 5월 22일    | 9.0%           | 10.6%        | 10.4%          | 12.4%        |
| 제5회       | 5월 28일    | 10.4%          | 12.0%        | 11.1%          | 12.8%        |
| 제6회       | 5월 29일    | 10.5%          | 12.0%        | 11.2%          | 12.8%        |
| 제7회       | 6월 4일     | 9.3%           | 11.7%        | 10.9%          | 13.7%        |
| 제8회       | 6월 5일     | 12.0%          | 14.7%        | 13.6%          | 15.8%        |
| 제9회       | 6월 11일    | 9.3%           | 11.2%        | 12.1%          | 13.8%        |
| 제10회      | 6월 12일    | 9.7%           | 11.6%        | 13.2%          | 14.8%        |
| 제11회      | 6월 18일    | 11.2%          | 14.3%        | 13.1%          | 15.2%        |
| 제12회      | 6월 19일    | 10.1%          | 12.6%        | 13.1%          | 14.7%        |
| 제13회      | 6월 25일    | 9.7%           | 12.2%        | 12.3%          | 14.2%        |
| 제14회      | 6월 26일    | 10.9%          | 12.9%        | 14.2%          | 17.2%        |
| 제15회      | 7월 2일     | 11.7%          | 13.5%        | 13.5%          | 14.7%        |
| 제16회      | 7월 3일     | 11.4%          | 14.0%        | 13.0%          | 14.4%        |
| 제17회      | 7월 9일     | 11.1%          | 12.8%        | 12.9%          | 14.9%        |
| 제18회      | 7월 10일    | 11.7%          | 14.2%        | 13.1%          | 15.0%        |
| 제19회      | 7월 16일    | 11.3%          | 13.1%        | 14.8%          | 16.4%        |
| 제20회      | 7월 17일    | 12.8%          | 15.6%        | 15.1%          | 16.3%        |
| 평균 시청률 | 평균 시청률 | 10.3%          | 12.3%        | 12.3%          | 14.1%        |

## 동시간대 드라마
- 《옥중화》(MBC TV, 2016년 4월 30일 ~ 2016년 11월 6일)

## 수상
- 2016년 SBS 연기대상 로맨틱코미디 부문 남자 최우수 연기상 남궁민
- 2016년 SBS 연기대상 로맨틱코미디 부문 남자 특별 연기상 온주완
- 2016년 SBS 연기대상 로맨틱코미디 부문 여자 우수 연기상 민아
- 2016년 SBS 연기대상 10대 스타상 남궁민
- 2016년 SBS 연기대상 뉴스타상 민아